# Sarah A. Bowman
Sarah A. Bowman, wcześniej Sarah A. Borginnes ps. Great Western (ur. 1812/1813 r. jako Sarah Knight, zm. 22 grudnia 1866 r.) – amerykańska przedsiębiorczyni, karczmarka, kucharka, sanitariuszka, bohaterka obrony Fort Brown.
Była wysoka, mierzyła 1,88 m wzrostu, dzięki czemu zyskała przydomek Great Western w nawiązaniu do największego ówczesnego brytyjskiego parostatku o tej samej nazwie.

## Życiorys
Urodziła się jako Sarah Knight w 1812 lub 1813 r., prawdopodobnie w hrabstwie Clay w Missouri, choć jako miejsce urodzenia wskazywane jest Tennessee. Nie odebrała formalnej edukacji i prawdopodobnie była niepiśmienna. Według części źródeł w 1841 r. poślubiła w hrabstwie Clay w Missouri Jamesa McLina i podążała za armią od czasu, gdy został on wysłany do walk w wojnach seminolskich. W czasie tej wojny miała zostać ulubienicą gen. Zachary'ego Taylora.
Po ślubie z drugim mężem przyjęła nazwisko Borginnes. Gdy w 1845 r. jej mąż zaciągnął się do armii USA w Jefferson Barracks koło Saint Louis, ona zatrudniła się jako wojskowa praczka, co dawało jej pensję wyższą trzykrotnie w stosunku do żołdu jej męża, szeregowego. Nim armia dotarła do Corpus Christi w Teksasie, do jej obowiązków doszły także funkcje kucharki i sanitariuszki. Po otrzymaniu rozkazów wymarszu znad Nueces w stronę Rio Grande, nie została z chorym mężem ani nie wsiadła na statek z innymi kobietami, a zakupiła powóz i muła, by wyruszyć za armią. Po dotarciu do Arroyo Colorado, w obliczu spotkania z meksykańskim wojskiem, to ona zmotywowała oddział do przekroczenia rzeki i pokonania przeciwnika.
Wraz z oddziałem męża została skierowana do Fort Brown (także Fort Texas), gdzie prowadziła stołówkę oficerską. Po wycofaniu większości wojsk, meksykańska armia stacjonująca naprzeciwko, zaatakowała fort. Chociaż większość kobiet ukryła się wówczas, ona pozostała na swoim stanowisku  i przez kolejny tydzień przygotowywała posiłki dla żołnierzy, opiekowała się rannymi i innymi kobietami. Nie opuściła swojego stanowiska nawet, gdy pociski przebiły jej kapelusz i tacę, a po śmierci dowódcy mjr. Jacoba Browna, zachęcała żołnierzy do wytrwania na pozycjach. Jej postawa w bitwie przyniosła jej zainteresowanie prasy w Philadelphii i Nowym Jorku i przydomek bohaterki z Fort Brown. Po przybyciu odsieczy i zwycięstwie założyła zajazd w Matamoros, gdzie prowadziła także burdel. Wraz z przemieszczaniem oddziałów, przenosiła swoją działalność kolejno do Monterrey i Saltillo. Tam wdała się w romans z żonatym kpt. George'em Lincolnem.
Ponownie uczestniczyła w walkach pod Buena Vista, przygotowując posiłki, przeładowując broń i opiekując się rannymi, dzięki czemu zyskała pseudonim Doctor Mary. W trakcie tej bitwy wdała się w walkę bezpośrednią, gdy została zaatakowana szablą przez meksykańskiego żołnierza, który pozostawił jej bliznę od cięcia na twarzy. Według części źródeł, w uznaniu zasług gen. Winfield Scott przyznał jej żołd. Po zarządzeniu wymarszu do Kalifornii odmówiono jej prawa podążenia za wojskiem, gdyż nie była żoną wojskowego – los męża nie jest znany. Wówczas przejechała między żołnierzami, wykrzykując, że poszukuje męża i szybko zawarła kolejne małżeństwo z Davidem Davisem. W 1849 r. przybyła do El Paso jako pierwsza biała kobieta. Wówczas porzuciła armie i założyła tam gospodę, goszczącą jadących na zachód w związku z kalifornijską gorączką złota. Był to wówczas pierwszy dom publiczny w mieście.
Na początku 1850 r. wynajęła hotel w El Paso i przeniosła się do Socorro, gdzie adoptowała kilkoro dzieci i zamieszkała z mężczyzną o imieniu Juan Duran. Z czasem poznała i poślubiła dragona Alberta Bowmana, który pochodził z Brunszwiku i był od niej młodszy o 15 lat. W 1852 r. wraz z nowym mężem przeniosła się do Yumy, gdzie była kucharką i praczką oficerów, a z czasem otworzyła hotel obok Fortu Yuma, stając się pierwszym przedsiębiorcą w mieście. Około 1856 r. przeniosła się do Fort Buchanan, ale przed 1861 r. wróciła do Fort Yuma. Na początku wojny secesyjnej, w 1861 r., przeniosła się do placówki wojskowej bliżej działań wojennych. 
Zmarła 22 grudnia 1866 r. z powodu ukąszenia węża. Pośmiertnie otrzymała stopień pułkownika i wojskowy pogrzeb z honorami na Fort Yuma Cemetery. Po likwidacji fortu została ekshumowana wraz z innymi żołnierzami i przeniesiona na San Francisco National Cemetery.